# المنشیه (خارطوم)
المنشیه (به عربی: المنشیة) یک محله در سودان است که در خارطوم واقع شده‌است.